# Potorous tridactylus
Pour les articles homonymes, voir Long-nez (homonymie).
Espèce
Synonymes
- Didelphis murina Cuvier, 1798[1]
- Dipus muscola Perry, 1810[1]
- Perameles tuckeri Gray, 1840[1]

Statut de conservation UICN

 NT  : Quasi menacé
Répartition géographique
Le Rat-kangourou à long nez ou Potorou à long nez (Potorous tridactylus) est une espèce de marsupiaux diprotodontes (Diprotodontia) de la famille des Potoroïdés (Potoroidae). Ce sont des Potorous australiens de taille moyenne, caractérisé par un long museau et une queue assez grande et épaisse.

## Dénominations
- Nom scientifique valide : Potorous tridactylus  (Kerr, 1792)[2] ;
- Noms vulgaires (vulgarisation scientifique) : Rat-kangourou à long nez[3] ou Rat-kangourou à nez long[4], appelé aussi Potorou à long nez[5], ou bien encore kangourou-rat à long nez[réf. souhaitée] ;
- Autres noms vulgaires ou noms vernaculaires (langage courant) pouvant désigner éventuellement d'autres espèces : Rat-kangourou, Potorou.

## Description
Potorous tridactylus est un petit mammifère marsupial de couleur gris/brun et de la taille d'un gros "cochon d'inde" soit 1,8 kg pour environ 40 cm. Il est caractérisé par un long museau et une queue assez grande et épaisse. Cette dernière lui permettant une certaine stabilité dans ses mouvements du fait qu'il se déplace à la manière des kangourous.

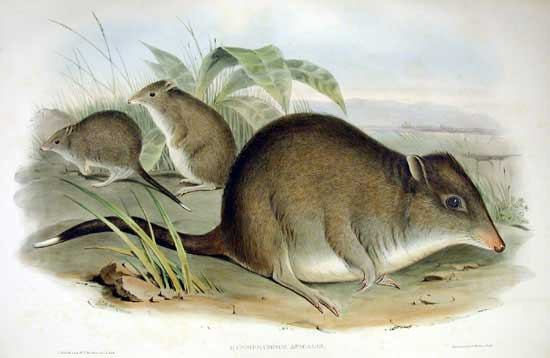
Planche zoologique de 1863
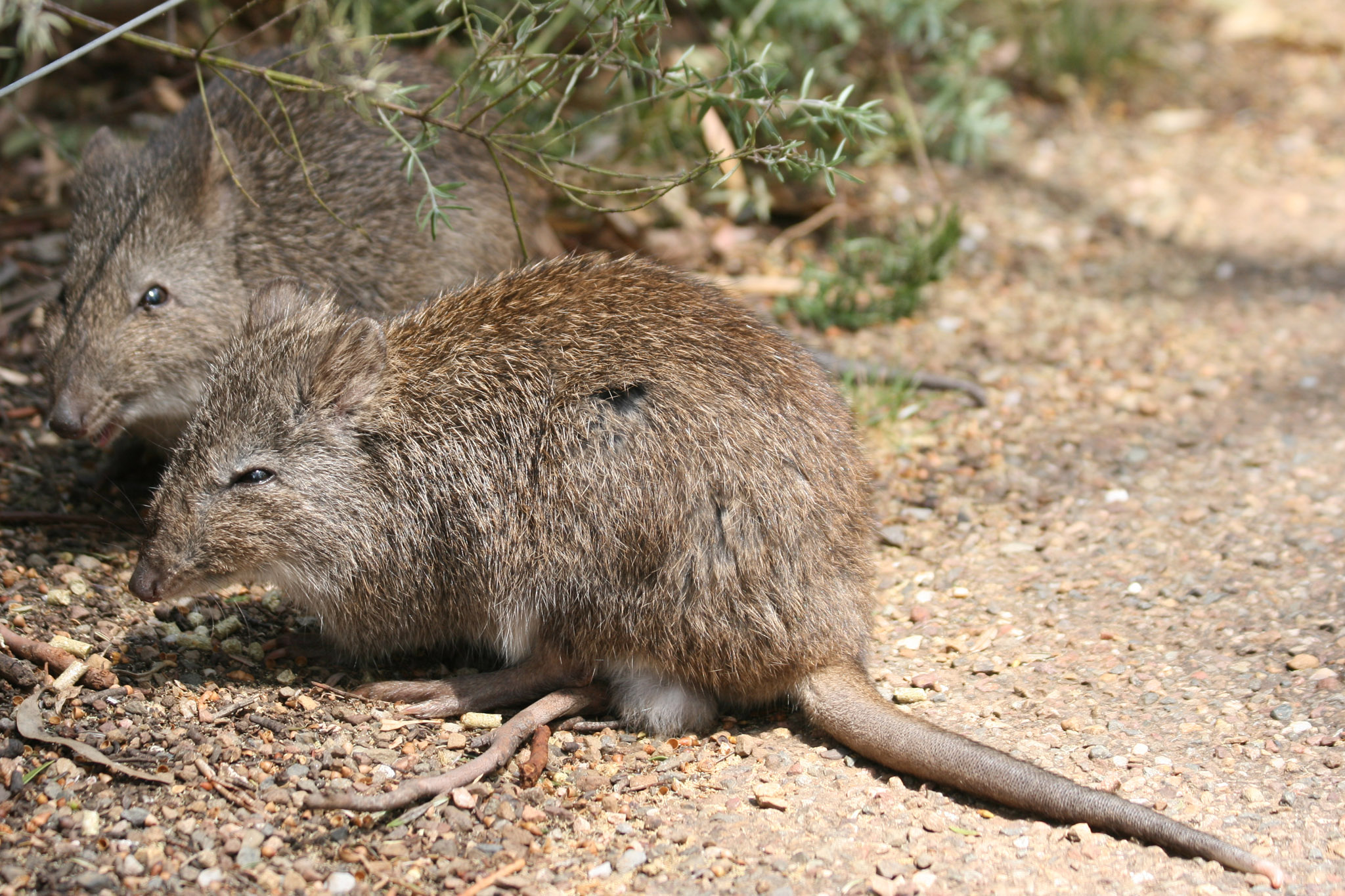
Vue latérale
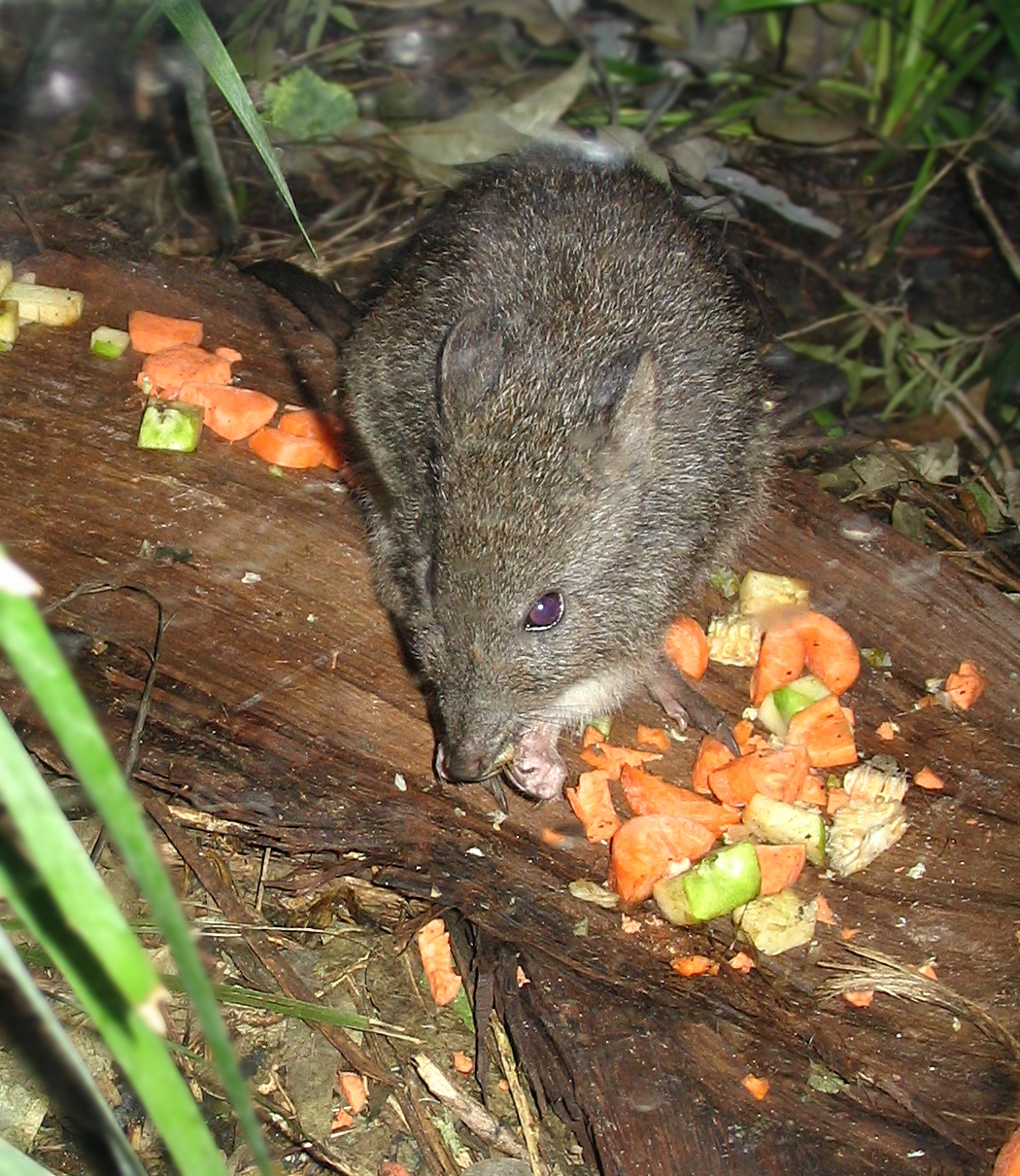
Vue du dessus
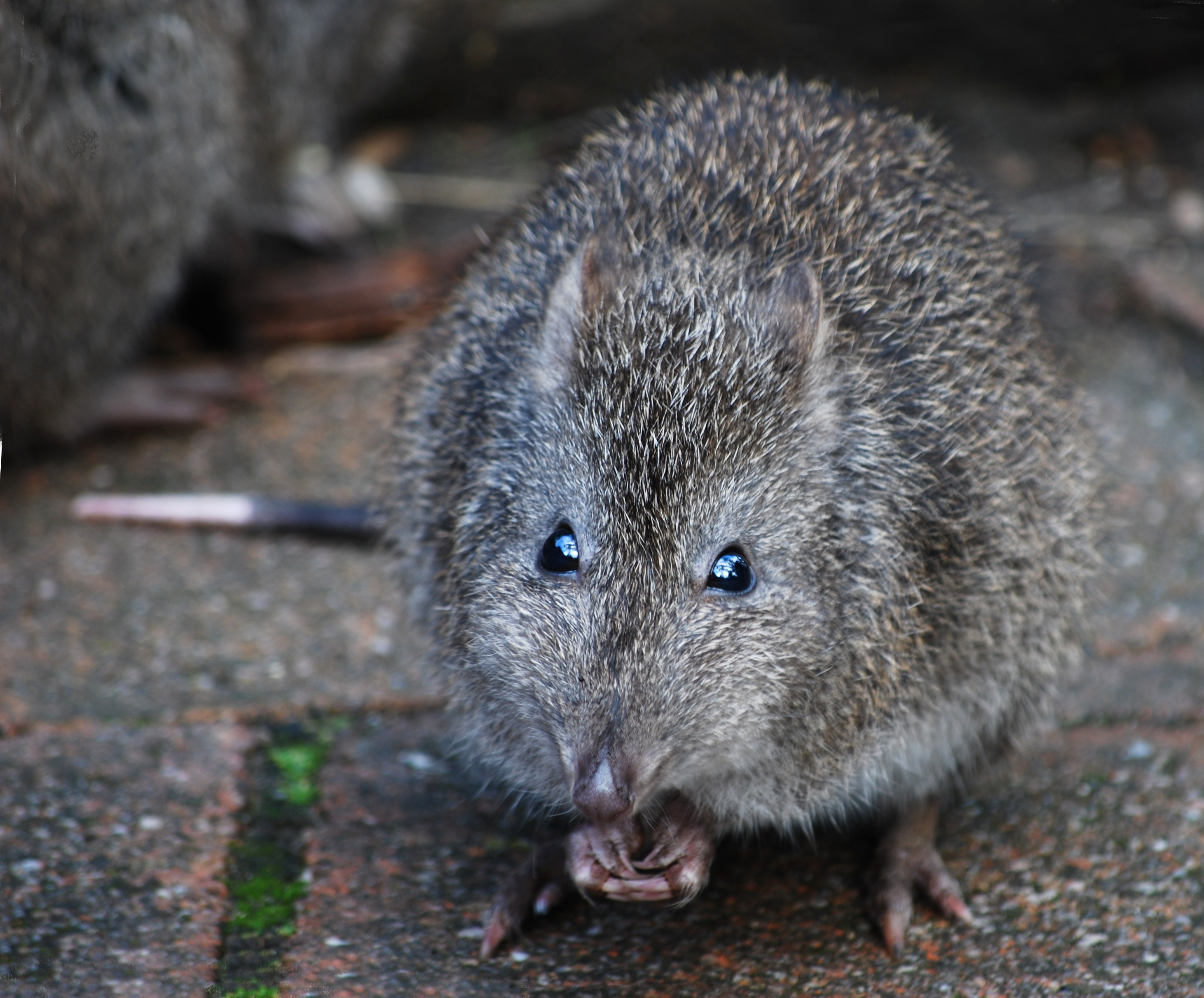
Vue de face

## Mode de vie
Le potorou à long nez est solitaire et nocturne, c'est seulement à la nuit tombée qu'il part en quête de nourriture. La journée il préfèrera rester dans son trou ou dans la végétation.

### Alimentation
Ce kangourou-rat à long nez se nourrit de baies, racines, tubercules, herbes, champignons, insectes, larves....

### Reproduction
La femelle donne le jour à un seul fœtus d'une taille d'environ 1,5 centimètre et comme chez tous les marsupiaux ce dernier va poursuivre sa croissance dans la poche maternelle. Juste après la mise bas du fœtus la femelle s'accouple de nouveau. La gestation dure 38 jours.

## Classification
Ce marsupial a été mentionné pour la première fois vers la fin du XVIIIe siècle par John White, un chirurgien naturaliste anglais, mais la description officielle de l'espèce date de 1792, faite par le naturaliste britannique Robert Kerr (1755-1813) dans la première partie de The Animal Kingdom, une traduction du Systema Naturae de Carl von Linné.

### Liste des sous-espèces
Selon Mammal Species of the World (version 3, 2005)  (4 juin 2018), Catalogue of Life (4 juin 2018) et BioLib (4 juin 2018) :
- sous-espèce Potorous tridactylus apicalis (Gould, 1851)
- sous-espèce Potorous tridactylus tridactylus (Kerr, 1792)

Selon NCBI (4 juin 2018) :
- sous-espèce Potorous tridactylus apicalis
- sous-espèce Potorous tridactylus tridactylus
- sous-espèce Potorous tridactylus trisulcatus (McCoy, 1865)

## Statut de l'espèce
L'UICN ne considère pas l'espèce comme étant en danger, mais elle est protégée localement et fait l'objet d'un programme de conservation. Elle est listée sur la Loi de protection de la flore et de la faune de 1988 de l'État australien de Victoria

### Menace
Potorous tridactylus est menacé dans certaines régions de son aire de répartition. En cause la concurrence avec les lapins, la chasse, les empoisonnements ou encore à cause du renard.

### Adaptation
Potorous tridactylus s'est mieux adapté que nombre d'autres marsupiaux aux feux de brousse. En effet c'est quand tout a brulé qu'il peut se nourrir des champignons qui poussent sur les racines.

## Conservation en captivité
En France, la ménagerie du jardin des plantes de Paris détient un petit groupe d'individus. Ils ne sont pas farouches et donc aisément observables par le public.
La Réserve zoologique de Calviac accueille également l'espèce et obtient régulièrement des naissances.